# Rex Cawley
Rex Cawley (Estados Unidos, 6 de julio de 1940) es un atleta estadounidense, especializado en la prueba de 400 m vallas en la que llegó a ser campeón olímpico en 1964.

## Carrera deportiva
En los JJ. OO. de Tokio 1964 ganó la medalla de oro en los 400 metros vallas, corriéndolos en un tiempo de 49.6 segundos, llegando a meta por delante del británico John Cooper y del italiano Salvatore Morale (bronce con 50.1 s).